# NKBAK
NKBAK ist ein deutsches Architekturbüro, das 2007 von Nicole Berganski und Andreas Krawczyk in Frankfurt am Main gegründet wurde.

## Partner
Nicole Kerstin Berganski studierte bis 1999 Architektur an der TU Berlin und diplomierte bei Matthias Sauerbruch. Anschließend arbeitete sie bei Sauerbruch Hutton in Berlin (1999–2001) und bei SANAA in Tokio. (2002–2005). Berganski lehrte als Lehrbeauftragte bei Wolfgang Lorch an der TU Darmstadt (2011–2012), als Gastprofessorin an der FH Erfurt (2017–2018) und seit 2024 als Universitätsprofessorin an der TU Berlin. 2011 wurde sie in den Bund Deutscher Architekten berufen.
Andreas Krawczyk studierte bis 1998 Architektur an der FH Dortmund und diplomierte bei Dieter Georg Baumewerd. Anschließend arbeitete er bei von Busse, Klapp, Brüning (1998) in Essen, bei Heinrich Böll in Essen (1998–2004) und bei SANAA in Tokio (2004–2006). Krawczyk lehrte als wissenschaftlicher Mitarbeiter bei Wolfgang Lorch an der TU Darmstadt (2007–2013), als Gastlehrer bei Michael Jockers an der Sommerakademie der FH Dortmund (2004) und als Vertretungsprofessor an der Universität Kassel (2016) und am KIT (2017–2018). 2011 wurde er in den Bund Deutscher Architekten berufen.

## Bauwerke

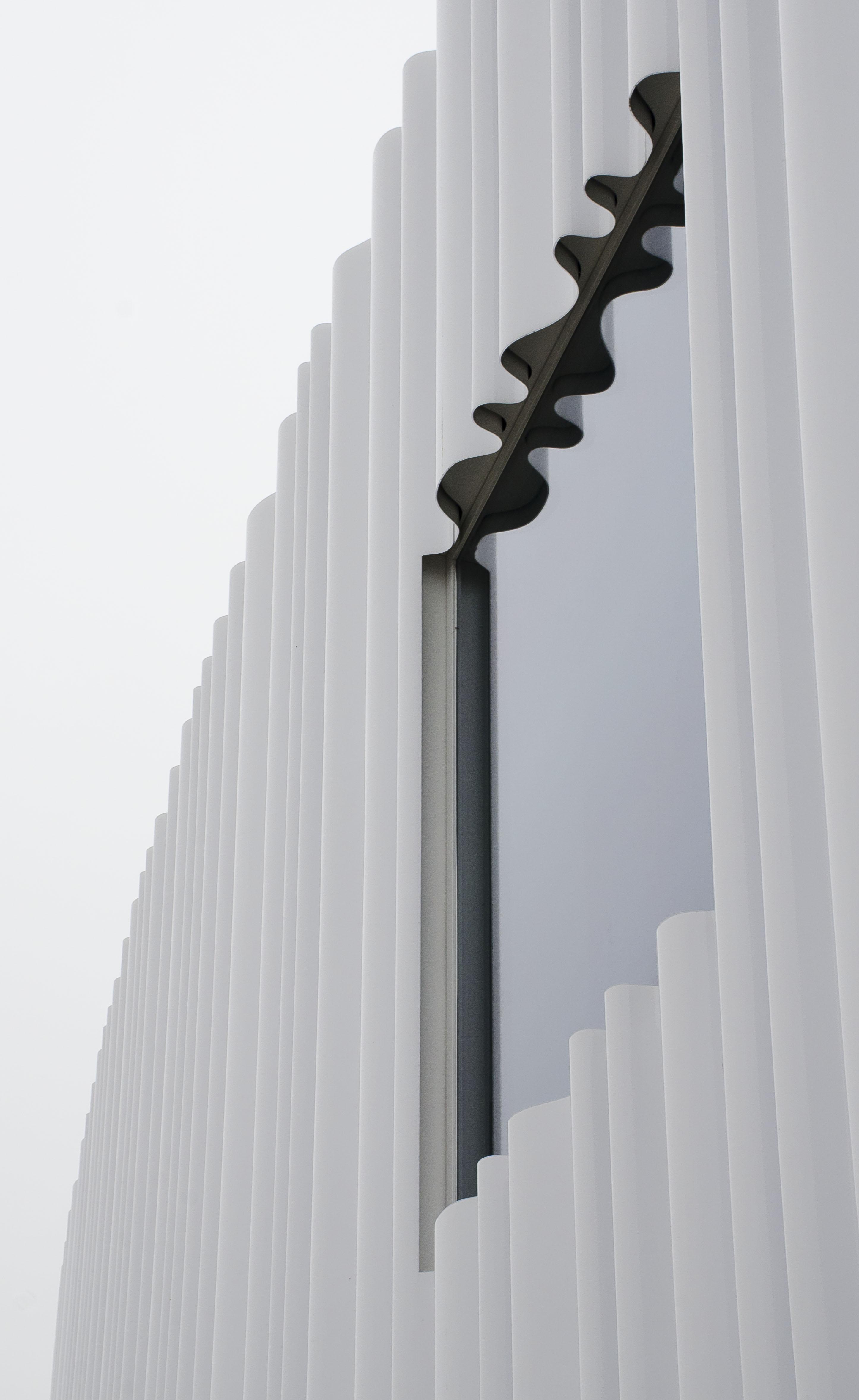
Runde Fabrikhalle, Vitra Campus-Weil am Rhein

- 2012: Runde Fabrikhalle, Vitra Campus-Weil am Rhein mit SANAA und Bollinger+Grohmann[3][4]
- 2012: Haus am See, Hungen
- 2013–2015: Europäische Schule, Frankfurt am Main mit Bollinger+Grohmann und merz kley partner[5][6]
- 2015–2016: Haus am Wald, Frankfurt am Main
- 2015–2017: Integrierte Gesamtschule Kalbach-Riedberg, Frankfurt am Main[7]
- 2015–2017: Haus im Odenwald, Reichelsheim
- 2015–2019: Stylepark Neubau am Peterskirchhof, Frankfurt am Main[8]
- 2017–2019: Integrierte Sekundarschule Mahlsdorf, Berlin mit merz kley partner[9][10][11]
- 2017–2020: Duplex Haus, Frankfurt am Main
- 2021: Bürogebäude Kaufmann Bausysteme, Reuthe mit Johannes Kaufmann und Partner, sps architekten und merz kley partner

## Auszeichnungen und Preise
- 2012: Nominierung – German Design Award für Messestand Schneider Electric
- 2015: Holzbaupreis Hessen für Europäische Schule, Frankfurt am Main
- 2017: Anerkennung – Deutscher Architekturpreis für Europäische Schule Frankfurt[12]
- 2017: Anerkennung – Deutscher Holzbaupreis für Europäische Schule Frankfurt
- 2018: Würdigung – Hessischer Denkmalschutzpreis für Haus am Wald, Frankfurt am Main
- 2019: Anerkennung – Deutscher Holzbaupreis für Integrierte Gesamtschule Kalbach-Riedberg, Frankfurt
- 2019: Berliner Holzbaupreis für Integrierte Sekundarschule Mahlsdorf[13][14]
- 2020: Honorary Mention – Brick Award für Stylepark Neubau am Peterskirchhof
- 2020: Finalist – DAM Preis für Stylepark Neubau am Peterskirchhof[15]
- 2020: Heinze ArchitekturAWARD für Stylepark Neubau am Peterskirchhof
- 2021: Vorbildliche Bauten im Land Hessen für Stylepark Neubau am Peterskirchhof[16]
- 2021: Deutscher Ziegelpreis für Stylepark Neubau am Peterskirchhof[17]